# Єлизавета II
Єлизаве́та II (Елізабет Александра Мері Віндзор, англ. Elizabeth II, Elizabeth Alexandra Mary Windsor; 21 квітня 1926, Мейфер, Лондон, Англія, Британська імперія — 8 вересня 2022, замок Балморал, Шотландія, Велика Британія) — королева Сполученого Королівства та 14 країн Співдружності націй з 6 лютого 1952 року до своєї смерті 8 вересня 2022 року. Правила 70 років і сім місяців, найдовше з усіх британських монархів.
Народилася в Мейфері (Лондон) першою в родині герцога і герцогині Йоркських (пізніше король Георг VI і королева Єлизавета). Батько зійшов на престол у 1936 році після зречення престолу його старшого брата, короля Едуарда VIII, що зробило Єлизавету II імовірною спадкоємицею. Здобула приватну освіту вдома та розпочала виконання державних обов'язків під час Другої світової війни, служачи у жіночому допоміжному територіальному корпусі (першою з жінок королівської родини служила у війську). У листопаді 1947 року вступила в шлюб із Філіпом Маунтбеттеном, колишнім принцом Греції та Данії. Шлюб тривав 73 роки до смерті чоловіка у квітні 2021 року, у ньому Єлизавета II народила чотирьох дітей: Чарльза, короля Сполученого Королівства, Анну, принцесу Великої Британії, принца Ендрю, герцога Йоркського і принца Едварда, графа Вессекського.
Після смерті батька в лютому 1952 року 25-річна Єлизавета стала правлячою королевою семи незалежних країн Співдружності: Великої Британії, Канади, Австралії, Нової Зеландії, Південної Африки, Пакистану та Цейлону (нині Шрі-Ланка), а також Главою Співдружності націй. У країнах Співдружності королеву представляли генерал-губернатори, яких вона призначала. Єлизавета II правила у статусі конституційного монарха протягом великих політичних змін, як-от конфлікт у Північній Ірландії, деволюція у Сполученому Королівстві, деколонізація Африки, а також вступ Сполученого Королівства до Європейських Співтовариств і вихід із Європейського Союзу. Кількість підвладних їй територій змінювалася з часом, коли деякі володіння отримували незалежність, а деякі ставали республіками. Її численні історичні візити і зустрічі включають державні візити до Китаю в 1986 році, Республіки Ірландія у 2011 році, а також візити до п'яти римських пап.
Серед важливих подій її правління — коронація Єлизавети II у 1953 році та святкування її срібного (1977), золотого (2002), діамантового (2012) та платинового (2022) ювілеїв. Єлизавета II жила і правила найдовше з британських монархів, була найстарішою і найдовше правлячою главою держави, а також другим за тривалістю правління суверенним монархом у світовій історії. Час від часу вона стикалася з республіканськими настроями та критикою королівської родини у ЗМІ, особливо після розпаду шлюбів її дітей, її annus horribilis у 1992 році та смерті її колишньої невістки Діани, принцеси Уельської у 1997 році. Проте підтримка монархії у Сполученому Королівстві залишалася незмінно високою, як і її особиста популярність. Єлизавета II померла 8 вересня 2022 року.

## Народження та ранні роки

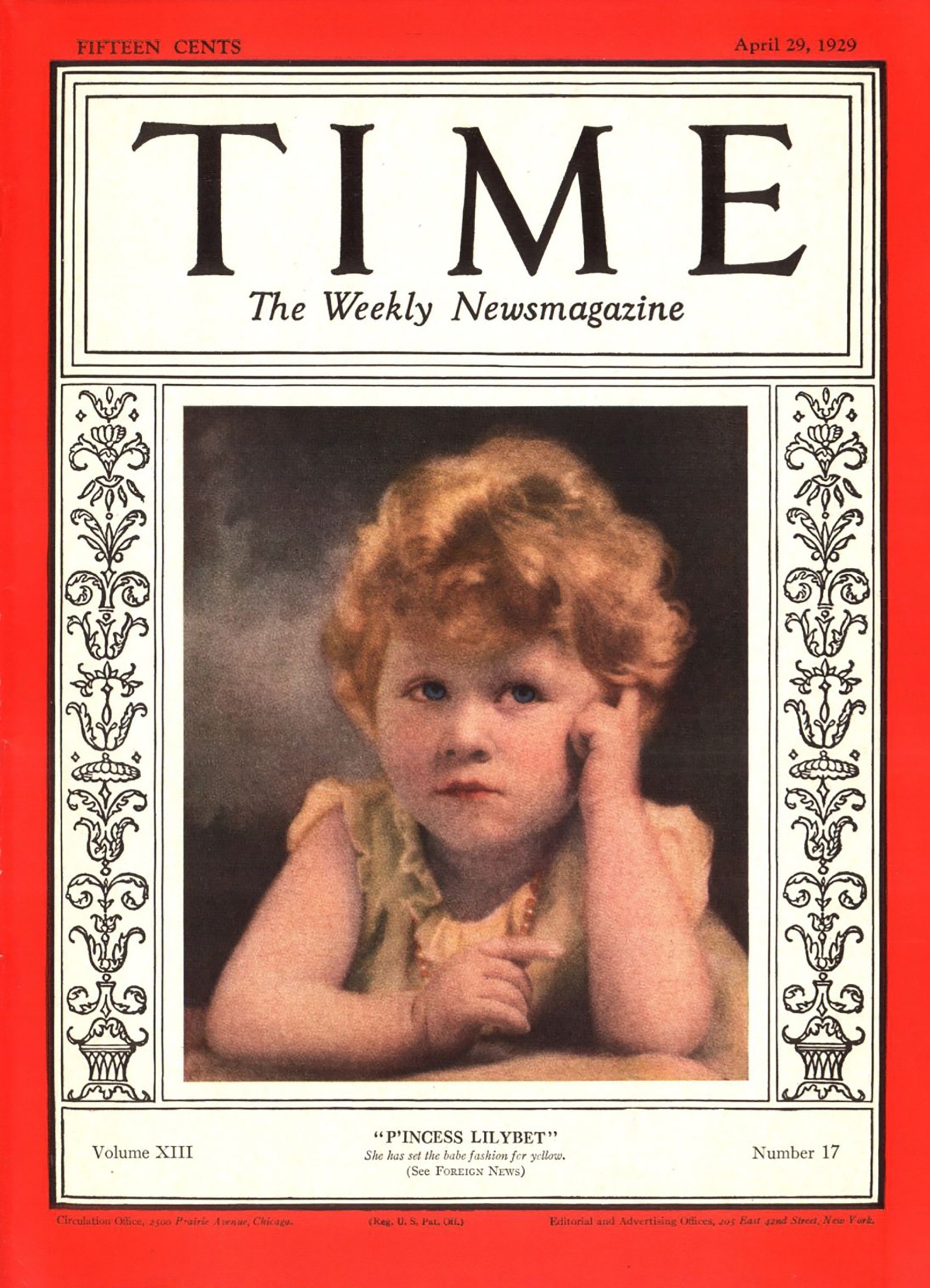
Принцеса «Лілібет» на обкладинці журналу «Time»

Елізабет Александра Мері Вінздор народилася на Бретон-Стріт, 17 у Лондоні 21 квітня 1926 року в родині принца Альберта, герцога Йоркського, та герцогині Йоркської (Єлизавети Боуз-Лайон, майбутньої королеви-матері). Хрещена в Музичній кімнаті Букінгемського палацу Космо Ленгом, архієпископом Йоркським, 29 травня того ж року. Хрещеними батьками принцеси були: Георг V, королева Мері, принцеса Мері, граф Стратморський, герцог Конноутський та леді Елфінстоун. Свої імена вона отримала на честь матері, королеви Олесандри Данської — прабабусі по батьківській лінії, та королеви Мері — бабусі. У родині її називали пестливим ім'ям «Лілібет» (Lilibet).
Як онука короля по чоловічій лінії отримала титул британської принцеси — її Королівська Високість принцеса Елізабет Йоркська. На момент народження займала 3-тє місце в порядку престолонаступництва, після дядька Едуарда — принца Уельського, та батька — герцога Йоркського, молодшого брата — принца Уельського. На той час ніхто не вважав її майбутньою королевою.
Єлизавета росла, оточена любов'ю та піклуванням рідних. Здобула домашню освіту, переважно з гуманітарним нахилом. Її гувернанткою була Меріон Кроуфорд, відома як «Crawfie». Вивчала історію під керівництвом С. Г. К. Мертена з Ітона та сучасні мови, особливо французьку. Релігійне навчання проходила в архієпископа Кентерберійського.

## Спадкоємиця престолу
Король Едуард VIII зрікся престолу, королем став батько Єлизавети II, який узяв собі ім'я Георга VI. У такий спосіб принцеса Єлизавета стала спадкоємицею за припущенням (Heiress presumptive). Вона не отримала титули герцогині Корнуельської та принцеси Уельської через те, що якби в королівській сім'ї народився хлопчик, то він став би попереду принцеси в черзі на престолонаступництво.

### Друга світова війна

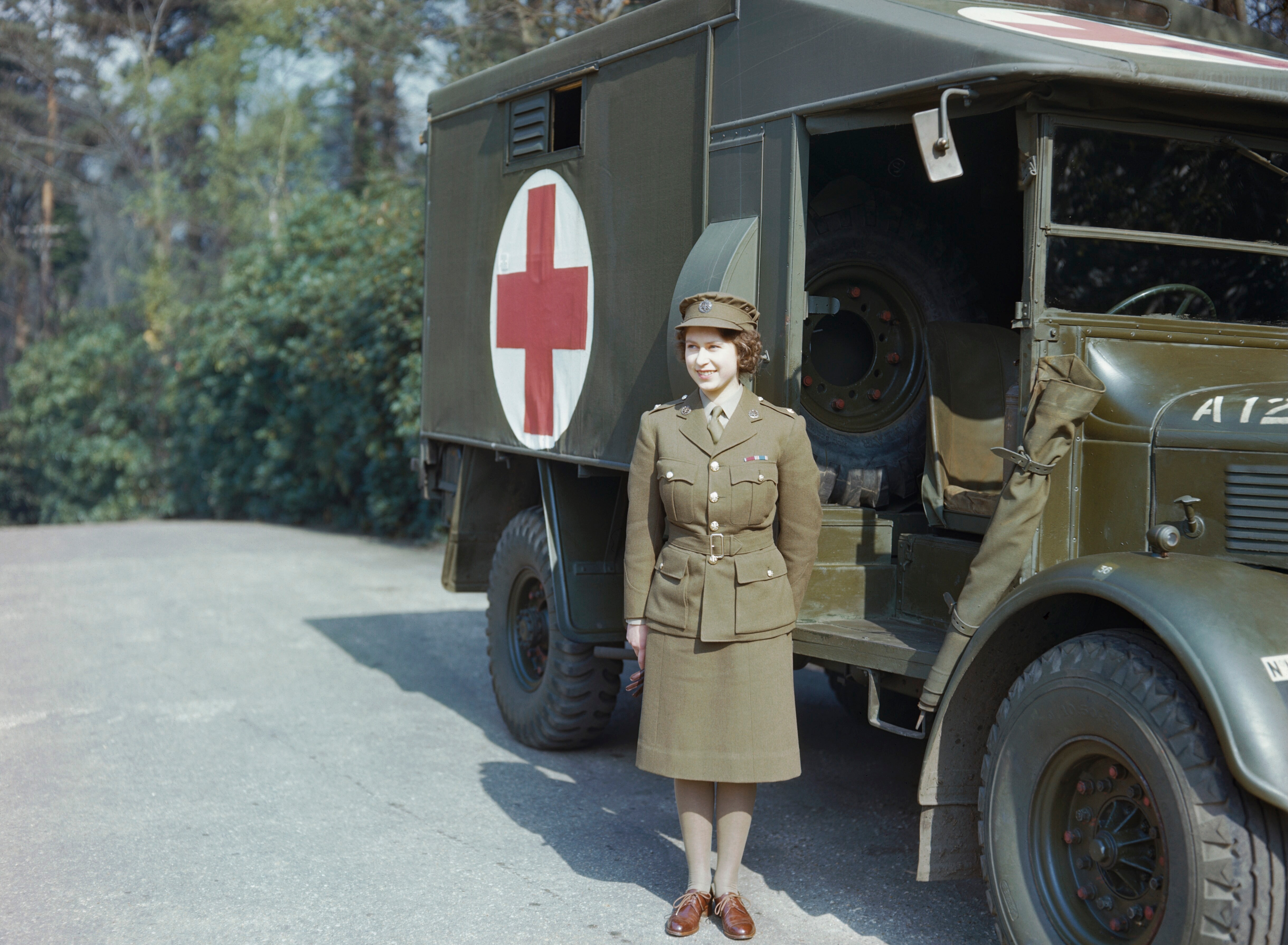
Принцеса Єлизавета в Допоміжній територіальній службі, квітень 1945

Друга світова війна почалася, коли принцесі Єлизаветі виповнилося 13 років. Її з молодшою сестрою Маргарет евакуйовано до Віндзору. Розробляли також плани евакуації принцес до Канади, але мати — королева Єлизавета заявила: «Діти нікуди не можуть їхати без мене, я ніколи не залишу короля, а король ніколи не залишить своєї країни».
У воєнний час принцеса організовувала пантоміми із дітьми персоналу Королівського дому у Віндзорі. У 1940 році вона зробила своє перше радіозвернення під час Дитячої години Бі-Бі-Сі, в якому зверталася до евакуйованих дітей.
У 13 років познайомилася з Філіпом Маунтбаттеном, кадетом Дартмутського військово-морського училища, сином грецького принца Андрія і листувалася з ним протягом його служби в Королівському флоті.
У 1945 році Єлизавета II переконала батька дозволити їй зробити свій безпосередній внесок у перемогу. Вона приєдналася до Жіночої допоміжної територіальної служби, де вивчилася на водійку та була відома як № 230873 лейтенант Елізабет Віндзор. Це стало першим випадком в історії королівської родини, коли жінка служила у військовому підрозділі.

### Після війни

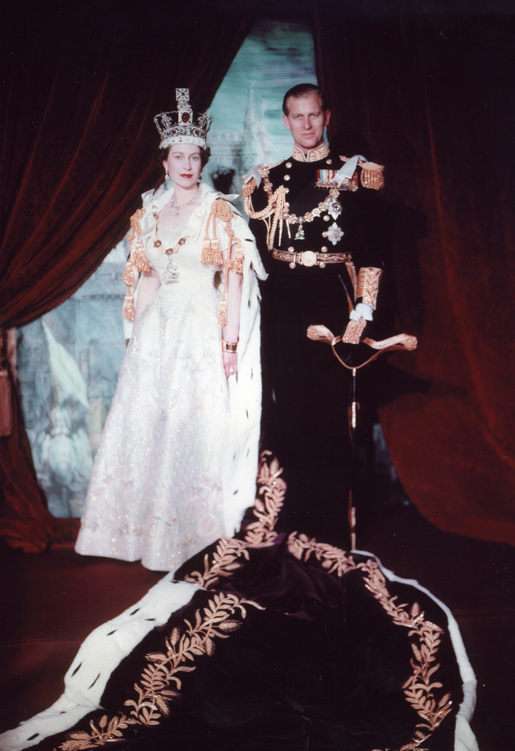
Коронаційний портрет із чоловіком, червень 1953, Лондон

Перший закордонний візит Єлизавета Вінздор здійснила у 1947 році, відвідавши Південну Африку з батьком. На честь свого повноліття (21 рік) вона виступила з радіозверненням до Співдружності та Британської імперії:
Я проголошую перед вами, що все моє життя, буде воно довгим чи коротким, має бути присвячене служінню вам і нашій великій імперській сім'ї, до якої ми всі належимо.

### Шлюб
Докладніше: Весілля принцеси Єлизавети та Філіпа Маунбеттена
20 листопада 1947 р. Єлизавета одружилася з герцогом Единбурзьким Філіпом (при народженні принцом Грецьким і Данським), своїм чотириюрідним братом (як і Єлизавета, він праправнук короля Данії Кристіана IX) та праправнуком королеви Вікторії. Багато хто виступав проти шлюбу через православність Філіпа, відсутність у нього статків і те, що його сестри одружилися з німецькими принцами, які були прихильниками нацистів. Мати Єлизавети також була проти і навіть, як свідчать останні біографії, називала Філіпа «гуном».[джерело?]
Після одруження резиденцією герцогської пари став Кларенс-хаус, але з 1946 до 1953 р. чоловік перебував в основному на Мальті, де проходив службу як офіцер Королівського флоту. Принцеса Єлизавета жила з ним з 1949 до 1951 року на Мальті, оселившись на віллі Гуардаманджа, яку близько 1929 року придбав лорд Маунтбаттен Бірманський.
14 листопада 1948 року народила першу дитину — Чарльза ІІІ. Раніше, спеціальною відкритою грамотою, король дарував право дітям герцога Единбурзького та принцеси Єлизавети, герцогині Единбурзької, іменуватися принцами. 15 серпня 1950 року народила доньку — принцесу Анну.

## Королева
Здоров'я батька Єлизавети протягом 1951 року погіршувалось, і вона взяла на себе виконання деяких його офіційних обов'язків. Того ж року відвідала Грецію, Італію, Мальту. У жовтні здійснила поїздку до Канади та відвідала президента США Гаррі Трумена. У січні 1952 року здійснила з чоловіком тур Австралією та Новою Зеландією, повернувшись через Африку. Новина про смерть короля Георга VI 6 лютого 1952 року від раку легенів застала подружжя у Кенії.

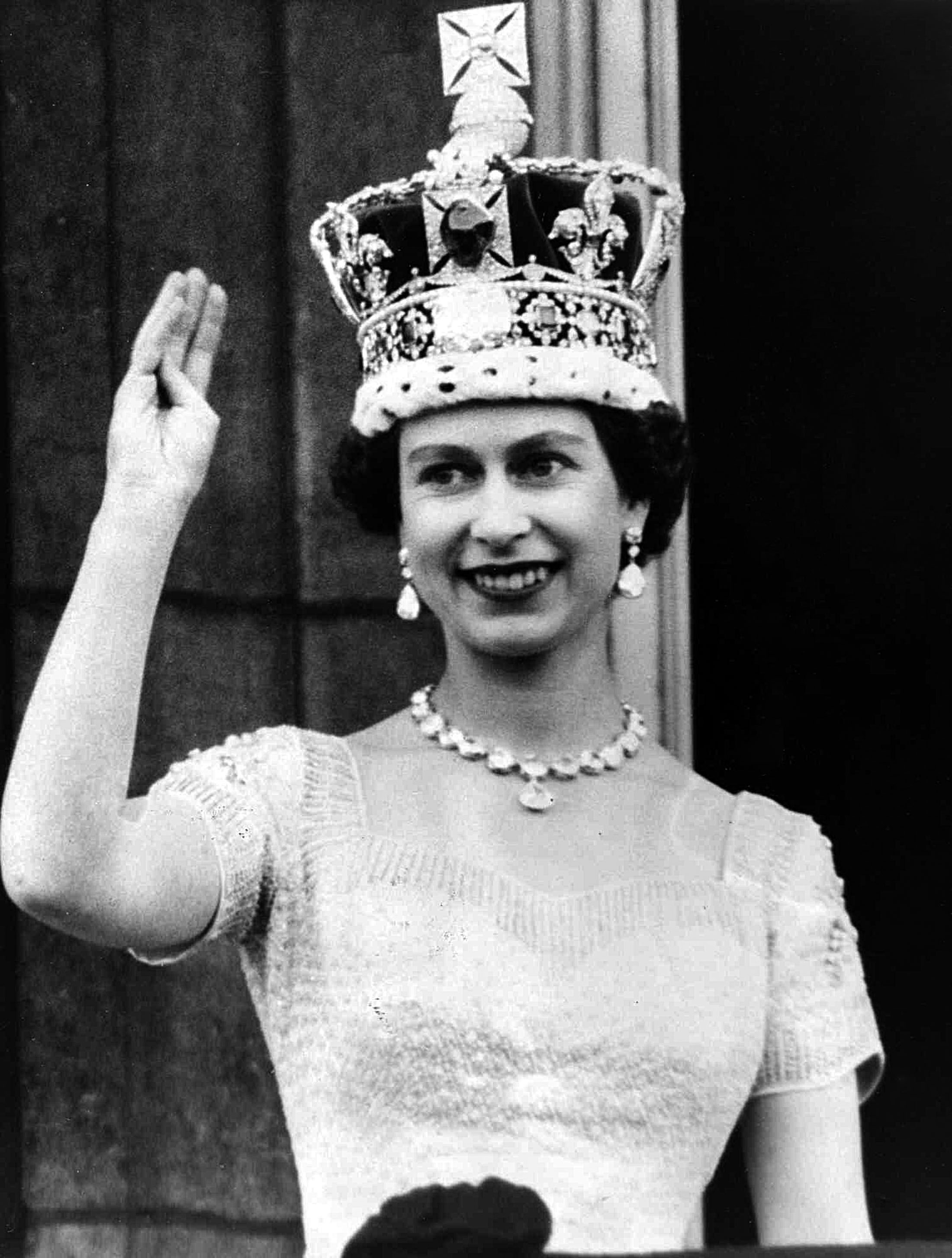
Єлизавета II після коронації, 1953

Єлизавета перебувала в готелі «Трітопс Готел» неподалік Найробі, коли отримала повідомлення про смерть батька. Це було вперше після Якова I, коли монарх успадкував престол, перебуваючи поза межами Великої Британії. Коли їй повідомили, вона збиралася обідати з сером Горасом Герном, головою Верховного Суду Кенії, який пізніше супроводжував королівське подружжя до Великої Британії. На запитання Асистента і Особистого секретаря нової королеви, як вона хоче, щоб її називали, відповіла: «Єлизавета, звичайно».
Проголошення Єлизавети королевою Британською Радою з престолонаступництва відбулося заочно у середу, 6 лютого 1952 року у Сент-Джеймському палаці, та вдруге 8 лютого, за присутності Єлизавети. Окреме проголошення зробили 6 лютого Таємна королівська рада Канади у Рідо-Голлі (англійською та французькою мовами), 7–11 лютого Генерал-Губернатори Австралії, Нової Зеландії, Південної Африки, Цейлону та інших домініонів, губернатори колоній.
24 березня 1953 року, незадовго до коронації, від раку померла бабуся Єлизавети — королева Мері. Як повідомлялось, її останньою волею було, щоб через траур коронацію не відкладали.
Коронація Єлизавети II, одна з найпишніших в історії, відбулася 2 червня 1953 року у Вестмінстерському абатстві. Це була перша коронація, що транслювалася телебаченням, хоча спочатку ідея телетрансляції мала багато противників, які вважали, що вона порушить сакральність моменту.
19 лютого 1960 року королева народила третю дитину — принца Ендрю, герцога Йоркського, а 10 березня 1964 року — принца Едварда, графа Ессекського.
Офіційною резиденцією королеви був Букінгемський палац, але, за повідомленнями, їй був більше до вподоби Віндзорський замок. Крім того, її резиденціями були Голірудхаус в Единбурзі, Балморал та Сандрінгемський палац.
2022 року в Сполученому Королівстві та Співдружності націй з лютого по червень відбувалися заходи на відзначення 70-ї річниці правління та 69-ї річниці коронації Єлизавети II, це був перший платиновий ювілей в історії британської монархії.
До цього відзначалися срібний (1977), рубіновий (1992), золотий (2002), діамантовий (2012), сапфіровий (2017) ювілеї.
Єлизавета II померла 8 вересня 2022 року в шотландському замку Балморал у віці 96 років. В останні місяці повідомлялося про погіршення її здоров'я, через яке їй було важко пересуватися. У результаті цього вона не була присутня на низці заходів.

## Правління

Володіння Єлизавети на початок її правління, 6 лютого 1952. Колонії, протекторати і мандати зображено червоним, домініони — рожевим

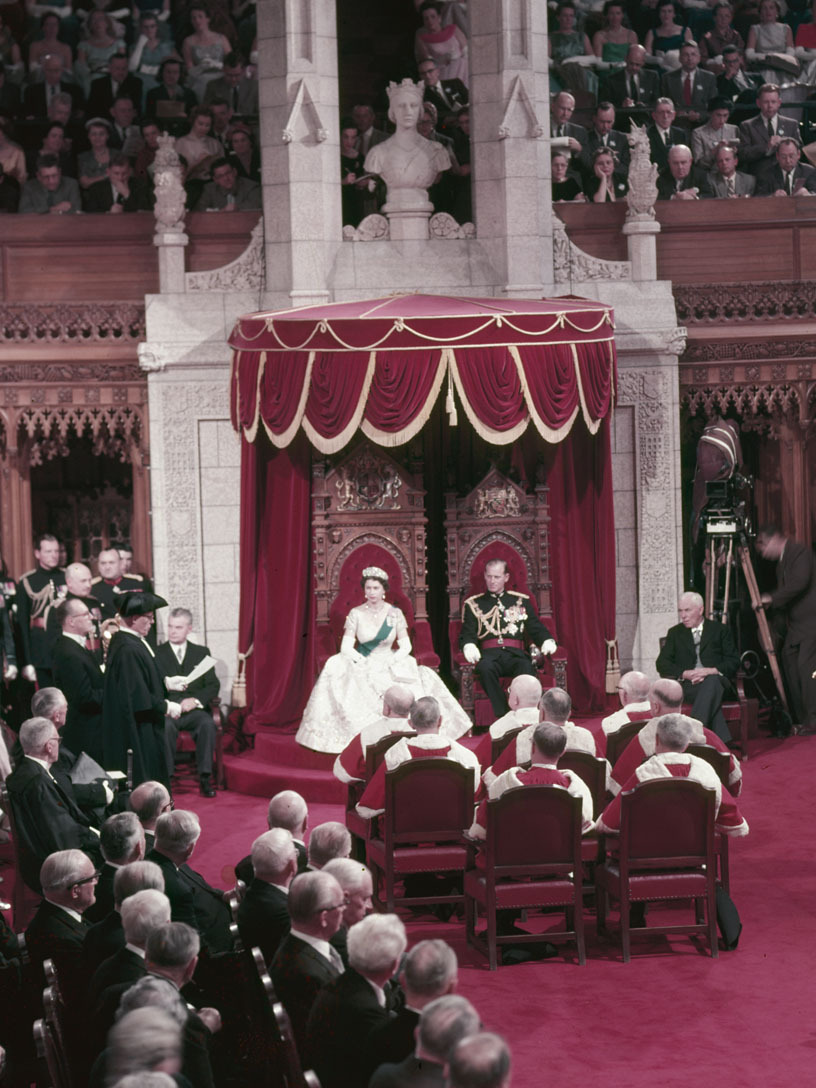
На відкритті парламенту в Оттаві, Канада, 1957

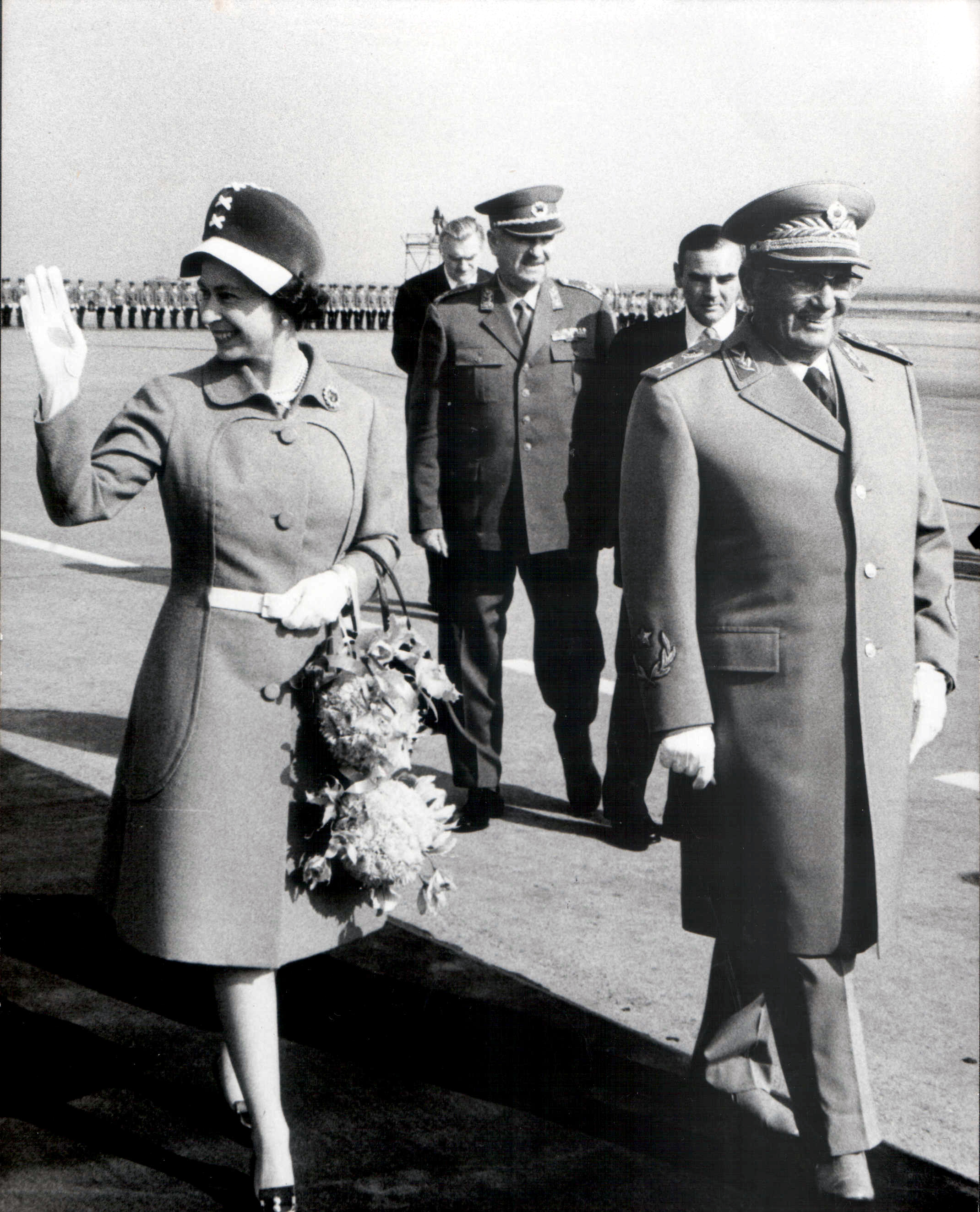
З президентом Югославії Йосипом Броз Тіто, 1972, Белград

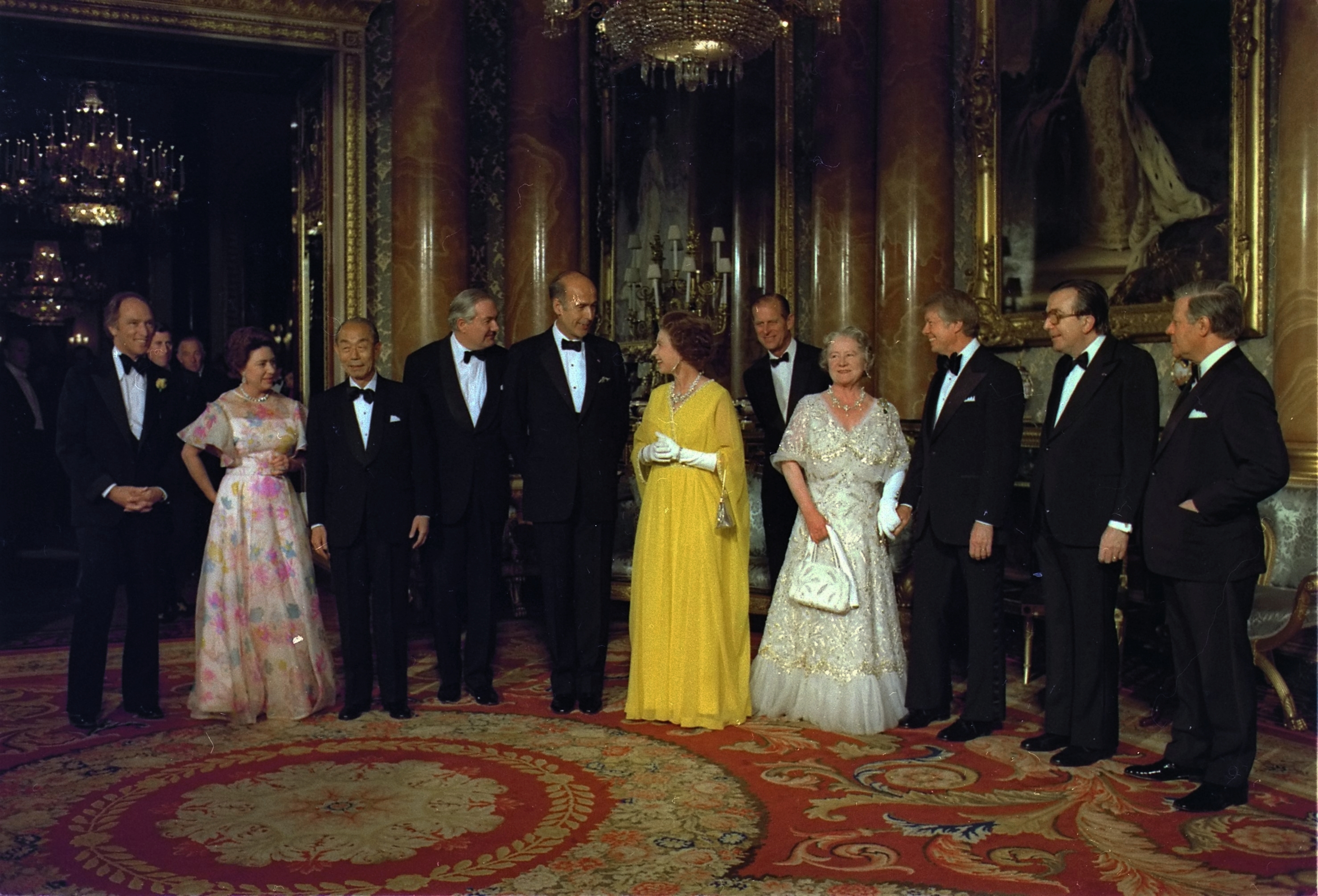
З лідерами Великої сімки, 1977, Лондон

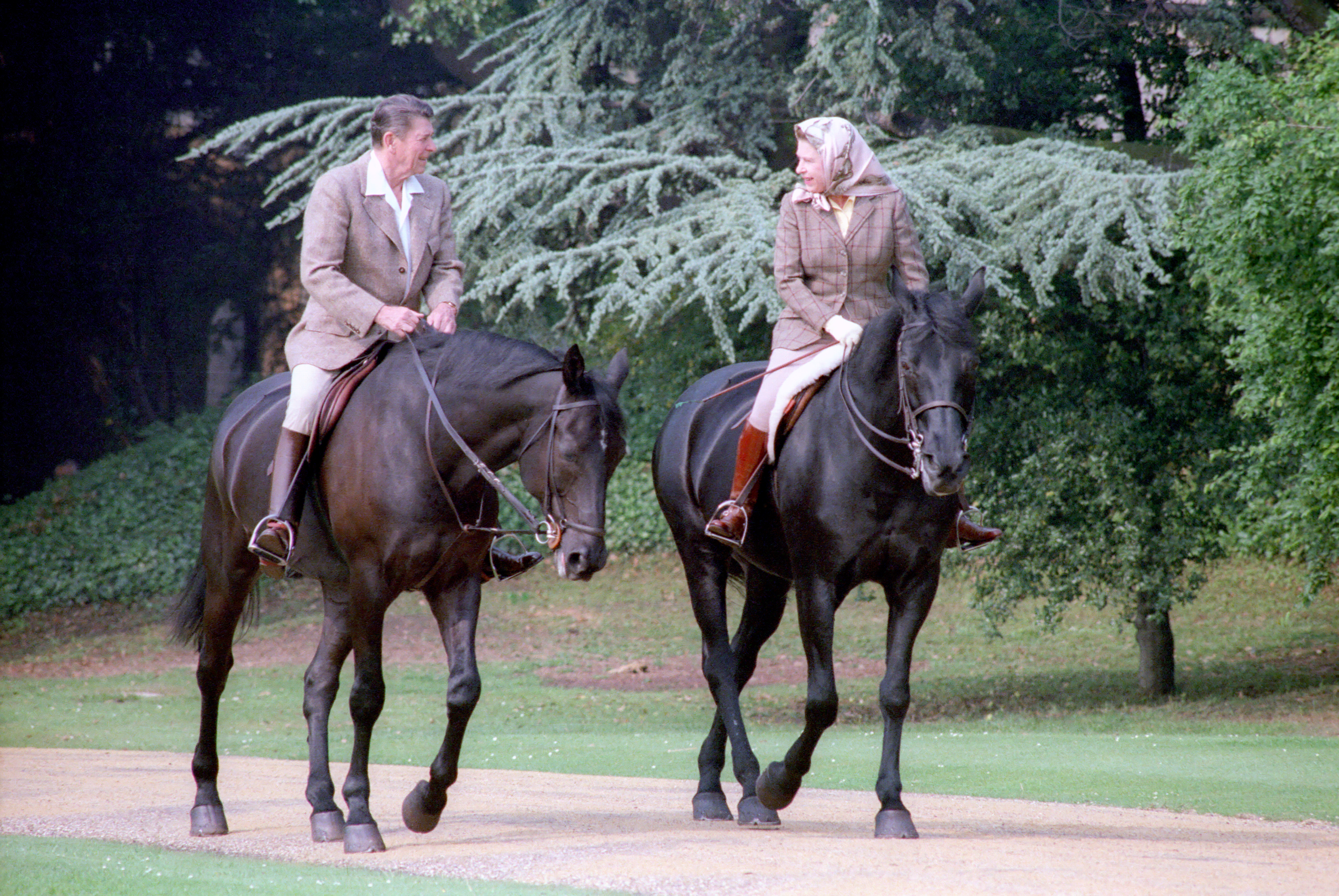
З президентом США Рональдом Рейганом, 06 серпня 1982, Віндзорський замок

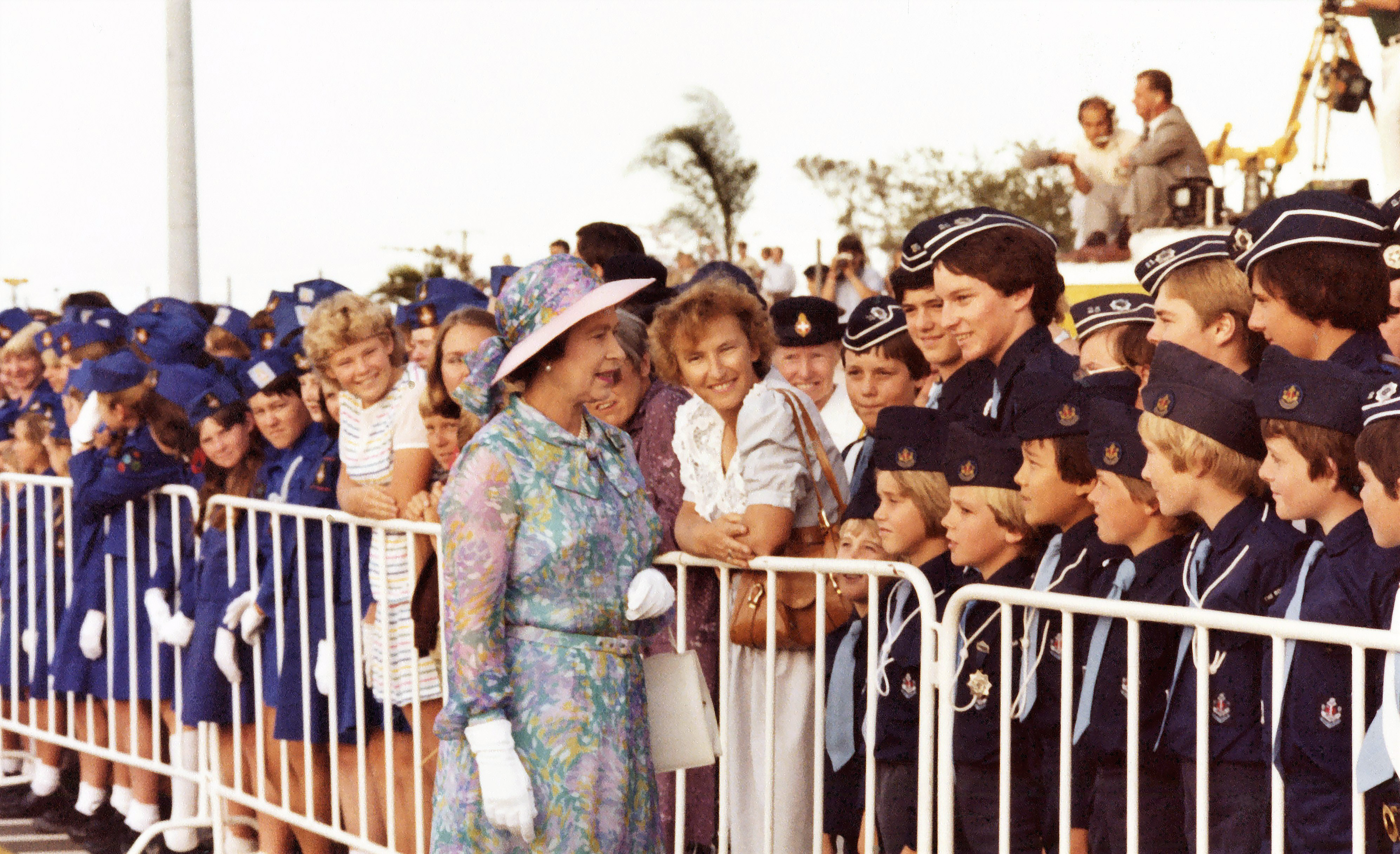
У Брисбені, Австралія, жовтень 1982

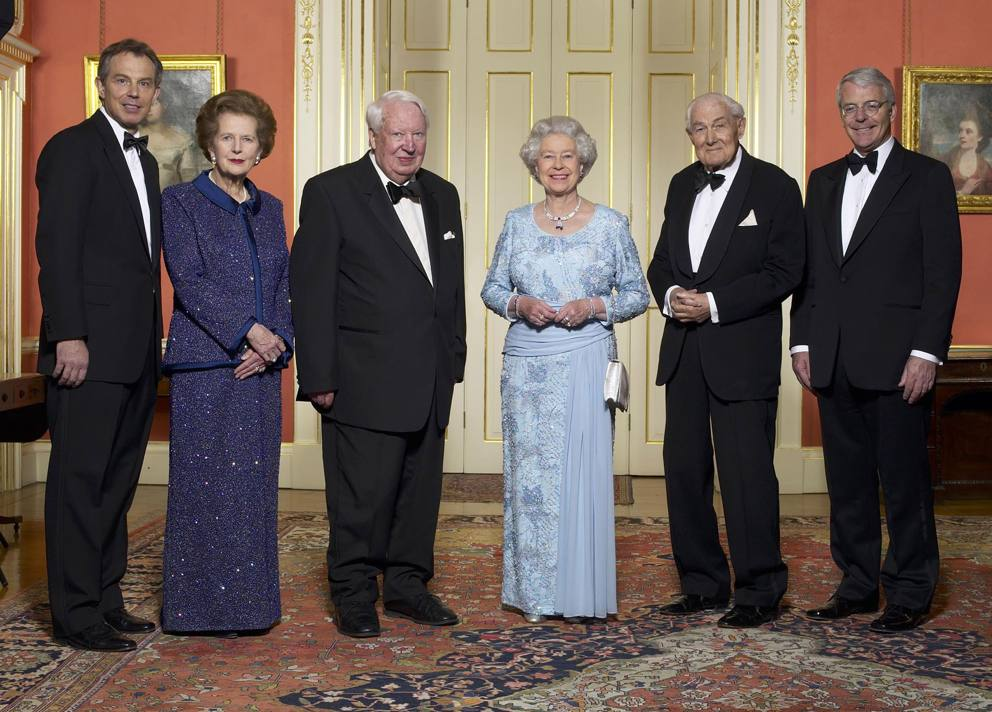
Зі своїми міністрами та міністерками на Золотому ювілеї, 2002 (Тоні Блер, Маргарет Тетчер, Едвард Гіт, Джеймс Каллаган, Джон Мейджор)

Аж до своєї смерті королева Єлизавета II була однією з найпопулярніших осіб Великої Британії. За різними опитуваннями, її підтримували близько 80 % підданих. Хоча справа принцеси Діани на деякий час похитнула популярність Єлизавети і авторитет монархії, але в довготривалій перспективі, як видно з досліджень громадської думки, не позначилася на ньому.
З 17:30 9 вересня 2015 року королева стала монархом, який в історії Великої Британії правив найдовше. Попередній рекорд належав королеві Вікторії, яка правила країною 63 роки, 226 днів, 16 годин та 23 хвилини у період з 1837 до 1901 року. На момент смерті 8 вересня 2022 року правління Єлизавети II тривало 70 років та 214 днів.

### Візити
Королева Єлизавета II найчастіше з монархів в історії Британії подорожувала. У 1953—1954 роках вона з Філіпом здійснила піврічну навколосвітню подорож, ставши першим британським королівським подружжям, що обпливло земну кулю. Єлизавета стала першим панівним монархом Австралії, Нової Зеландії та Фіджі, що побувала там. У 1957 році вона перебувала з державним візитом у США та здійснила тур Канадою, де відкрила 23-тю сесію канадського парламенту. Також виступила з промовою на засіданні Генеральної Асамблеї ООН. У 1959 році королева здійснила ще один тур Канадою і вже як королева Канади відвідала США. У лютому 1961 року вона відвідала Туреччину на запрошення президента Кемаля Гюрселя, а пізніше — вперше Індію та Пакистан. Єлизавета II побувала в більшості європейських країн (зокрема Литві, Латвії та Естонії) та багатьох неєвропейських. У 2011 році королева вдруге виголосила промову на зібранні асамблеї ООН. Цього ж року вона стала першим британським монархом, який відвідав незалежну Ірландію.

### Роль у Співдружності
Британська імперія, що почала еволюціювати ще з часів Декларації Бальфура, проголошеної на Імперській Конференції 1926 року і формалізованої в декларації Вестмінстерського статуту 1931 року, у часи правління Єлизавети II завершила свій розпад і повністю формалізувалася у Співдружність націй, яка об'єднала більшість колишніх британських володінь. Тепер головною роллю голови Співдружності, якою була королева, стала необхідність підтримувати зв'язки країн Співдружності між собою та з колишньою метрополією. Королева часто грала важливу роль у відновлені порушених відносин із країнами Співдружності та згладжуванні протиріч.
У 2007 році були виявлені секретні документи, що свідчили про те, що в 1956 році французький прем'єр Гі Молле та британський прем'єр Ентоні Іден обговорювали можливість союзу Великої Британії та Франції. При цьому не виключалося, що Єлизавета II могла стати главою держави у Франції.

### Політична роль
Як конституційний монарх, Єлизавета II не мала висловлювати публічно свої політичні симпатії чи антипатії. Вона завжди дотримувалася цього правила, діючи непублічно, через що її політичні погляди нез'ясовані. Однак існують свідчення, що королева схилялася до точки зору так званої «Однієї нації». Під час урядування Маргарет Тетчер було відомо, що королеву турбувало те, що її політика може призвести до серйозних соціальних проблем. Тетчер якось сказала: «Проблема в тому, що королева належить до того типу жінок, які можуть проголосувати за соціал-демократичну партію».

### Канадська національна єдність
Ніколи не висловлюючись прямо проти суверенітету Квебеку, Єлизавета II часто підкреслювала необхідність єдності канадської нації. Вона також часто наголошувала свою увагу до Канади. Наприклад, повертаючись із Каліфорнії у 1983 році, королева сказала:
Я їду додому, в Канаду, завтра.
та на обіді в Саскачевані (2005):
Ця країна і канадці завжди присутні в моєму житті і моїй роботі.
У промові до Квебекської Національної Асамблеї у розпал Тихої революції 1964 року королева ігнорувала національні протиріччя і говорила про «дві взаємодоповнюючі одна одну культури», кажучи:
Я радію від думки, що в нашій Співдружності існує країна, де я можу офіційно висловлюватись французькою.
Після проголошення Конституційного Акту 1982 року, який був єдиною в канадській історії важливою конституційною зміною, що була прийнята без згоди уряду Квебеку, Єлизавета II демонструвала свою роль глави всієї канадської нації і публічно виражала жаль від того, що Квебек не брав участі в формуванні канадської державної структури.
У 1995 році під час кампанії за відділення Квебеку королева протягом 14 хвилин говорила (англійською та французькою) з діджеєм П'єром Брассардом із монреальського радіо CKOI-FM, який видавав себе за канадського прем'єр-міністра Жана Кретьєна. Під час цієї розмови він сказав королеві, що начебто прихильники відділення лідирують, на це вона відповіла, що «відчувала, що референдум піде неправильним шляхом», і додала: «Якщо я можу якось допомогти, я готова допомогти». Однак при цьому вона категорично відмовилась втручатись до чіткого роз'яснення ситуації. Під час референдуму Єлизавета II перебувала в дорозі до Нової Зеландії і попросила свого пілота не вилітати з Лос-Анджелеса, поки не будуть оголошені результати референдуму.

### Роль в уряді
Формально королеві належала законодавча, виконавча і судова влада в державах, які вона очолювала, але фактично її роль скоріше церемоніальна через те, що вона завжди діяла за порадою Кабінету міністрів, а прем'єр-міністром найчастіше призначала голову партії, що перемагає на виборах. Іноді монарх може призначити прем'єра, який має сформувати уряд на основі абсолютної більшості в Палаті громад, але така практика застосовується лише в критичних ситуаціях (востаннє — у 1940 році, коли Георг VI призначив прем'єр-міністром Вінстона Черчилля).
Тричі під час свого правління Єлизавета мала конституційні проблеми з формуванням британського уряду. 1957 та 1963 року, за відсутності чіткого механізму обрання лідера в Консервативній партії, саме королева мала вирішити, кому доручити формування уряду після відставок сера Ентоні Ідена та Гарольда Макміллана. У 1957 році Іден відмовився радити королеві, кого призначити його наступником, і вона звернулася за порадою до лордів Солсбері та Кілмура і Вінстона Черчилля, як єдиного з живих на той час консервативного прем'єра (згідно з прецедентом, за яким після відставки Ендрю Бонара Лоу в 1923 році король Георг V радився з батьком лорда Солсбері та колишнім прем'єром Артуром Бальфуром). У 1963 році Гарольд Макміллан сам радив призначити своїм наступником Алека Дуглас-Г'юма. У 1974 році, після відставки Едварда Гіта через неясний результат виборів, Єлизавета II призначила прем'єр-міністром лідера опозиції Гарольда Вільсона. Його уряд меншості протримався близько восьми місяців.
У всіх цих випадках королева діяла відповідно до британської конституційної традиції, за якою вона повинна не приймати ніяких важливих рішень без поради своїх міністрів і таємних радників.
Британські прем'єри зустрічалися з королевою щотижня, до чого ставилися дуже серйозно. Один із прем'єр-міністрів сказав, що до зустрічей із королевою він готується серйозніше, ніж до засідань парламенту, тому що королева обізнаніша в більшості питань. Крім того, королева постійно зустрічалась з іншими міністрами та прем'єрами держав Співдружності, коли вони перебували у Великій Британії. Також під час свого перебування в Шотландії вона зустрічалася з першим міністром Шотландії. Міністерства та дипломатичні представництва Великої Британії надсилали їй регулярні звіти.

Хоча за традицією монарх не втручається в політику, за своє правління Єлизавета II працювала з багатьма прем'єрами та лідерами країн, тому до її порад і суджень завжди ставилися уважно. У своїх мемуарах Маргарет Тетчер писала про свої щотижневі зустрічі з Єлизаветою II:
Кожен, хто думає що вони [зустрічі] — проста формальність або соціальна умовність, глибоко помиляється. Насправді вони проходять у спокійній діловій атмосфері, і Її Величність завжди демонструє свою здатність охоплювати широке коло проблем і свій великий досвід.

## Вшанування пам'яті

### Велика Британія
9 листопада 2022 року було відкрито Пам'ятник Королеві Єлизаветі ІІ у місті Йорк.
23 квітня 2024 року у місті Окем відкрито пам'ятник королеві Єлизаветі ІІ.

### Україна
Вулиця Королеви Єлизавети II у місті Дніпро.

### У кінематографі
Життю Королеви Єлизавети ІІ присвячений телевізійний серіал «Корона».

## Нащадки
| Ім'я                               | Народження        | Шлюб | Діти                                                          |
| ---------------------------------- | ----------------- | --- | ------------------------------------------------------------- |
| Чарльз III                         | 14 листопада 1948 | 1: 29 липня 1981, Леді Діана Спенсер; розлучені, 28 серпня 1996 2: 9 квітня 2005, Камілла Паркер-Боулз                 | Принц Вільям, Принц Вельський Принц Гаррі, герцог Сассекський |
| Прицеса Анна, королівська принцеса | 15 серпня 1950    | 1: 14 листопада 1973, Капітан Марк Філліпс; розлучені, 28 квітня 1992 2: 12 грудня 1992, Віцеадмірал сер Тімоті Лоренс | Пітер Філліпс Зара Філліпс                                    |
| Принц Ендрю, герцог Йоркський      | 19 лютого 1960    | 23 липня 1986, Сара Фергюсон; розлучені, 30 травня 1996                                                                | Принцеса Беатріс Йоркська Принцеса Євгенія Йоркська           |
| Принц Едвард, граф Вессекський     | 10 березня 1964   | 19 червня 1999, Софі Різ-Джонс                                                                                         | Леді Луїза Віндзор, Джеймс, віконт Северн                     |

## Герб
| 1944–1947 | 1947–1952 | Для Англії, Уельсу та Північної Ірландії | Для Шотландії | Для Канади |